# 이준협
이준협(李俊協,1989년 3월 30일 ~ )은 대한민국의 축구 선수이며 포지션은 공격수이다. 2018년 현재 말레이시아 1부 리그인 말레이시아 슈퍼리그 트렝가누 FC에서 활약하고 있다.

## 축구인 경력

### 선수 경력
2010년 드래프트를 통해 만 20세에 강원 FC에 입단하였으나 큰 활약을 보이지 못하고 이듬해 당시 내셔널리그 강팀 울산 현대미포조선으로 이적하였다.
2012년엔 강릉시청으로 이적하여 시즌 12경기에 출전하여 6골을 기록한데 이어 2013 시즌엔 25경기에서 13골을 기록하며 리그 득점왕에 올랐다.
2014년엔 해외진출에 성공하여 독일 분데스리가 소속 아인트라흐트 브라운슈바이크에 입단하여 2군팀에서 활약하다가 끝내 1군 데뷔는 하지 못하고 일본으로 향하게 되었다.
당시 J리그 디비전 1 마쓰모토 야마가에 입단하였다.
일본 시절 총 3번이나 큰 부상을 당해 선수생활에 위기를 겪고 한국으로 돌아왔다.
이후 부상 여파로 선수 생활을 정리한 것으로 알려지기도 했으나 국내 하부리그에서 실전 감각을 가다듬고 당시 내셔널리그 우승팀 경주 한수원에 입단하며 은퇴설을 불식시켰다.
2018년 2월 말레이시아 프리미어리그 트렝가누 FA에 입단하였다.